# Szevasz, Vera!
Szevasz, Vera! (en hongarès Hola, Vera!) és una pel·lícula hongaresa dirigida el 1967 per János Herskó, basada en el llibre de Magda Soós Mindenki elutazott. El guió fou realitzat per Zsuzsa Bíró.
Segons Herskó, la història tracta sobre la responsabilitat de les decisions, la convivència i la relació entre generacions d'una nena de secundària una mica descurada i ocupada durant uns dies a mitjan anys seixanta.

## Argument
Els pares i el germà petit de Vera, estudiant de secundària, es preparen per vacances, però ella va a un camp per collir préssecs. Només li deixa anar a treballar en lloc de descansar, però així es desvincula un tempsdel seu amor, Gyuri. Està realitzant un interessant experiment de curtmetratges amb els companys de la seva universitat. Al llarg del camí, sorprenen la gent i els interroguen davant d'una càmera. Però el que és preocupant és que el vell amor de Gyuri, Gabi, estarà amb ells. Vera arriba tard al camp. Coneix el director de la granja local de l'estat, Sárköz. Després d'ingressar-hi per un petit accident, Vera comença a treballar a l'Hospital com a infermera voluntària. Allí coneix Mika, un universitari que toca a la banda. El noi, però té massa empenta i Vera gairebé cau sota el cotxe d'uns turistes italians. Els nois italians la volen portar al ferri de Balaton, on està previst que Gyuri i els seus col·legues facin entrevistes als passatgers. Després de visitar la casa de vacances de la professora Litner, visita el seus pares i germans i torna al camp.

## Repartiment
- Mérő Vera - Neményi Mária
- Terus néni - Horváth Teri
- Sárközi - Mensáros László
- Dobos Gyuri - Bálint Tamás
- Mérő György - Bozóky István
- Mérőné, Vera édesanyja - Békés Rita
- Gabi - Koncz Zsuzsa (Koncz Zsuzsa
- Kardos - Ráday Mihály
- Ancsa néni - Ronyecz Mária
- Svajda - Szirtes Ádám
- Máté Olga - Káldi Nóra
- Miki - Uri István
- Dolores Ibárruri
- Litner - Antal Imre
- Litner felesége - Soós Edit
- Jutka - Herskó Judit
- Peti - Zádor Tibor
- Vasutas - Horváth József
- Vőlegény - Fonyó István
- Annus - Molnár Piroska
- Mari - Gurnik Ilona
- Orvos - Tyll Attila

## Recepció
Fou exhibida al Festival Internacional de Cinema de Sant Sebastià 1967.